# Ron Simmonds
Ron Simmonds (* 16. Oktober 1928 in Winnipeg, Manitoba  als Ronald Alan Simmonds; † 24. Oktober 2005 in Vania, Spanien) war ein aus Kanada stammender Jazzmusiker (Trompete, Piano, Gesang, Arrangement, Komposition), der meist in Europa arbeitete und in Deutschland auch als Musikjournalist und Radiomoderator mit seinem Programm für den RIAS bekannt wurde.

## Leben und Wirken
In Kanada geboren, verbrachte Ron Simmonds die meiste Zeit seiner Jugend in England; seine Eltern kamen mit ihm 1936 nach Brentwood (Essex); 1940 zog die Familie nach Coventry. Er lernte mit 17 Jahren Trompete und wurde mit 19 Jahren Mitglied im Tommy Simpson Orchestra. Ab 1949 arbeitete er in zahlreichen britischen Bigbands, wie bei Oscar Rabin, Leon Ray und Vic Lewis. 1953 ging er zu Jack Parnells Orchester, mit dem er in den nächsten zehn Jahren regelmäßig arbeiten sollte, wie auch in dessen Associated Television Studio Orchestra. Ende der 1950er Jahre gehörte Simmonds dem Theaterorchester für die Londoner Produktion der West Side Story an; ferner trat er in Bill Russos London Jazz Orchestra und mit Kenny Bakers Dozen im Londoner Palladium auf. 1960 ging er zu Ted Heath, wo er Bobby Pratt ersetzte, 1962 zu John Dankworth. In dieser Zeit arbeitete Simmonds auch häufig in Deutschland, wo er bei den jährlichen Jazzworkshops des NDR mitwirkte.
1963 wurde er Mitglied des Orchesters von Max Greger und lebte in München. 1965 zog er nach West-Berlin und spielte zunächst bei Jerry van Rooyen beim Sender Freies Berlin, dann bei Werner Müller im RIAS Tanzorchester, außerdem mit gastierenden Bands, wie mit den Orchestern von Lionel Hampton, Stan Kenton, Quincy Jones, Henry Mancini und Oliver Nelson sowie mit Herb Geller, Leo Wright, Ack van Rooyen, Åke Persson, Heinz von Hermann, Slide Hampton, Carmell Jones, Joe Harris und Rolf Ericson. 1966 trat er beim Jazz Workshop in Recklinghausen u. a. mit Albert Mangelsdorff und Ted Curson auf; von 1971 bis 1980 gehörte er Peter Herbolzheimers Rhythm Combination and Brass an und trat dabei auch mit Stan Getz und Gerry Mulligan auf.
Als Spezialist für die Werke von George Gershwin wirkte er als Trompetensolist bei der Aufführung von Ein Amerikaner in Paris, dem Klavierkonzert in F und der Rhapsody in Blue mit. In dieser Zeit nahm er u. a. mit Acker Bilk auf und bekam schließlich Gelegenheit, seine wöchentliche Jazzsendung für den amerikanischen RIAS-Radiosender in Berlin zu moderieren. Der RIAS sendete auch eine von ihm geschriebene Kindergeschichte sowie zwei Stücke; außerdem war Simmonds Autor von mehreren Filmdrehbüchern. Zehn Jahre lang war er in Köln und im Studio Berlin als Redakteur bei der Deutschen Welle für Nordamerika und Fernost tätig.
Nach einer Zahnoperation blieb seine Unterlippe gelähmt, und er musste seine Karriere als Trompeter beenden. Simmonds betätigte sich fortan als Konzertpianist und wurde Mitglied des Rundfunk Sinfonieorchesters Saarbrücken. 1985 erhielt er den Auftrag, eine Mozart-Sinfonie für das NDR Sinfonieorchester und die NDR Bigband zu arrangieren. Außerdem schrieb er im Laufe seiner Karriere Arrangements für verschiedene deutsche Radio-Bigbands, wie die WDR Big Band Köln, das Erwin-Lehn-Orchester und die Big Band der Bundeswehr. 1993 ging er in den Ruhestand und lebte für den Rest seines Lebens an der Costa Blanca, wo er gelegentlich mit ehemaligen Musikern aus den Bands von Ted Heath und John Dankworth auftrat.